# Tchortomlyk
Tchortomlyk (en ukrainien : Чортомлик) ou Tchertomlyk (en russe : Чертомлык) est une commune urbaine de l'oblast de Dnipropetrovsk, en Ukraine. Sa population s'élevait à 1 382 habitants en 2013.

## Géographie
Tchortomlyk est arrosée par la rivière du même nom qui coule à proximité. Elle est située à 20 km au nord-ouest de Nikopol, à 112 km au sud-ouest de Dnipro et à 409 km au sud-est de Kiev.

## Histoire
Le village de Tchortomlyk s'est développé près de la gare ferroviaire, construite en 1904 pour servir au transport du minerai de la mine de manganèse de Pokrovski. Le village accéda au statut de commune urbaine en 1957.

## Population
Recensements (*) ou estimations de la population :
| 1959* | 1970* | 1979* | 1989* | 2001* |
| ----- | ----- | ----- | ----- | ----- |
| 662   | 987   | 920   | 1 690 | 1 324 |

| 2009  | 2010  | 2011  | 2012  | 2013  |
| ----- | ----- | ----- | ----- | ----- |
| 1 368 | 1 384 | 1 368 | 1 383 | 1 382 |

## Transports
Tchortomlyk possède une gare ferroviaire sur la ligne Apostolove – Zaporijjia. Par la route, Tchortomlyk se trouve à 11 km de Pokrov et à 20 km de Nikopol.